# لحياينة لكطيبات (سبت سايس)
لحياينة لكطيبات هي إحدى مشيخات المملكة المغربية، تتبع جغرافيا لإقليم الجديدة وإداريًا لسبت سايس. يقدر عدد سكانها بـ 4703 نسمة حسب الإحصاء الرسمي للسكان والسكنى لسنة 2004.